# Герб Французької Полінезії

Герб Французької Полінезії

Герб Французької Полінезії був прийнятий 23 листопада 1984 року.

## Опис герба
На білому колі зображено червоне каное з червоними вітрилами і 5 людей чорного кольору в ньому. За ними 10 золотих сонячних променів у верхній частині герба. У нижній частині зображено 5 синіх хвиль.

## Обґрунтування символіки
5 людей в каное символізують 5 архіпелагів Французької Полінезії. Сонячні промені присутні як джерело життя. Сині хвилі показують значимість моря в житті держави. Море є джерелом достатку.